# Cesare Bartolena

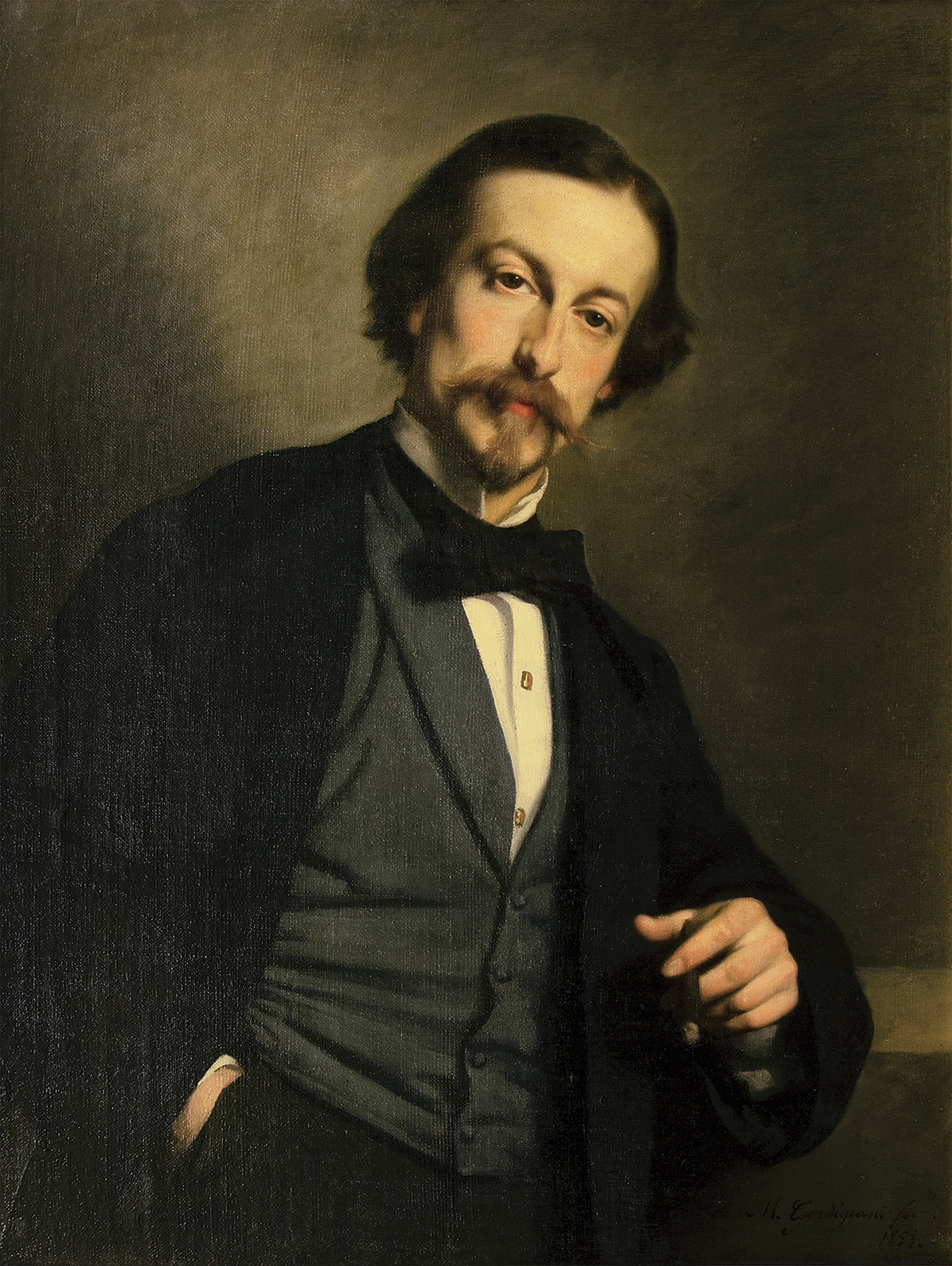
Portrait of Cesare Bartolena (1858), by Michele Giordigiani

Cesare Bartolena (Livorno, 27 mei 1830 - aldaar, 14 mei 1903) was een Italiaans kunstschilder die zich vooral toelegde op militaire werken en oorlogstaferelen, alsook enkele religieuze werken.

## Biografie
Cesare Bartolena was een leerling van Enrico Pollastrini aan de Academie voor Schone Kunsten van Firenze. In 1848 gaf hij zich als vrijwilliger op om deel te nemen aan de Eerste Italiaanse Onafhankelijkheidsoorlog. In deze periode bezocht hij regelmatig het Caffè Michelangiolo. Hij was een vriend van Giovanni Fattori.
Zijn kleinzoon Giovanni Bartolena werd eveneens kunstschilder.
- Gemeinsame Normdatei: 1016852312
- International Standard Name Identifier: 0000 0000 7036 0213
- RKD-Nederlands Instituut voor Kunstgeschiedenis: 249488
- Union List of Artist Names: 500152245
- Virtual International Authority File: 96658317
- WorldCat: E39PBJg4rTjBGHXmD9yYXTdJDq